# Murray Bail
Murray Bail este un scriitor australian născut în Adelaide, în Sudul Australiei pe 22 septembrie, 1941. El a scris romane, nuvele și non-ficțiune.
Este cunoscut mai ales pentru romanul său Eucalyptus, operă cu care a căștigat Miles Franklin Award în 1999.

## Premii
- 1980: The Age Book of the Year pentru Homesickness
- 1980: National Book Council Award pentru Homesickness
- 1988: Victorian Premier's Literary Award Vance Palmer Prize for Fiction pentru Holden's Performance
- 1998: ALS Gold Medal pentru Eucalyptus
- 1999: Miles Franklin Award pentru Eucalyptus
- 1999: Commonwealth Writers' Prize pentru Eucalyptus